# بورگینیون-سو-مونباون
بورگینیون-سو-مونتباوین (به فرانسوی: Bourguignon-sous-Montbavin) یک کمون در فرانسه است که در ان (ا-دو-فرانس) واقع شده‌است. بورگینیون-سو-مونتباوین ۱٫۹۲ کیلومتر مربع مساحت دارد ۱۹۳ متر بالاتر از سطح دریا واقع شده‌است.